# Бонд
Вижте пояснителната страница за други значения на Бонд.
Bond (или BOND) е британско-австралийски струнен квартет, който изпълнява класически кросовър. Членовете му са Haylie Ecker (първа цигулка), Eos Chater (втора цигулка), Tania Davis (виолистка) и Gay-Yee Westerhoff (челистка).
Името на квартета преди често се е изписвало с малка буква, понеже Bond и BOND били думи със запазени права, свързани с Джеймс Бонд.

## Музикална кариера
Веднага след като първият им албум, Born, заема втора позиция в UK Classical Charts, е премахнат оттам поради недостатъчното си класическо звучене. Малко по-късно Born заема първото място в класациите на 21 различни страни.

Вторият им албум, Shine, се превръща в златен в 6 държави.

Третият албум, Classified, се превръща в платинен в Австралия и оглавява музикалните класации както за класическа, така и за поп музика.

Макар и да разгневяват част от почитателите на класическата музика, bond жънат голям успех, като разширяват жанра и го правят по-достъпен за масовата публика. Доста се спори около определянето на интерпретациите им като класическа музика, но самите членове на квартета се определят като „изпълнители на класическа музика, решили да внесат малко поп в изпълненията си.“

## Дискография

### Албуми
Born (2000)
- 1 Quixote (04:46)
- 2 Wintersun (05:42)
- 3 Viva (04:40)
- 4 Oceanic (06:42)
- 5 Kismet (05:12)
- 6 Korobushka (04:47)
- 7 Alexander the Great (02:59)
- 8 Duel (04:20)
- 9 Bella Donna (03:15)
- 10 The 1812 (06:37)
- 11 Dalalai (04:06)
- 12 Hymn (04:49)
- 13 Victory (03:28)

Shine (2002)
- 1 Allegretto (03:52)
- 2 Shine (03:56)
- 3 Fuego (02:58)
- 4 Strange Paradise (04:27)
- 5 Speed (03:39)
- 6 Big Love Adagio (04:58)
- 7 Kashmir (05:07)
- 8 Gypsy Rhapsody (03:34)
- 9 Libertango (03:42)
- 10 Sahara (05:20)
- 11 Ride (04:09)
- 12 Space (04:45)
- 13 Bond on Bond (adapted from the James Bond Theme) (03:01)

Classified (2004)
- 1 Explosive
- 2 Samba
- 3 Midnight Garden
- 4 Fly Robin Fly
- 5 Scorchio
- 6 Lullaby
- 7 Hungarian
- 8 I'll Fly Away
- 9 Dream Star
- 10 Highly Strung
- 11 Adagio For Strings
- 12 Señorita
- 13 Explosive „Remix“

#### Компилации
Remixed (2003)
- 1 Viva – (Orion mix)
- 2 Victory – (Sharp Boys Wild Strings edit)
- 3 Wintersun – (Bobby D'Ambrosio mix)
- 4 Speed – (Crash Club mix, radio edit)
- 5 Fuego – (Caliente mix)
- 6 Homecoming
- 7 Atlanta
- 8 Shine – (Dubshakra mix)
- 9 Time
- 10 Duel – (Hectic mix)
- 11 Bond On Bond – (Hectic mix, from „The James Bond Theme“)
- 12 Jingle Bell Rock – (Pussy Galore mix)

Explosive: The Best of Bond (2005)
- 1 Victory – (Mike Batt mix)
- 2 Explosive
- 3 Fuego
- 4 Viva !
- 5 Shine – (Dubshakra mix)
- 6 Wintersun
- 7 Scorchio
- 8 Duel
- 9 Gypsy Rhapsody
- 10 Caravan
- 11 SugarPlum
- 12 Carmina

#### DVD
- Live at the Royal Albert Hall
- bond: Video Clip Collection

### Галерия
- Elspeth Hanson in 2009.
- Eos Chater in 2009.
- Tania Davis in 2009.
- Gay-Yee Westerhoff in 2009.